# Tonina fluviatilis
Tonina es un género monotípico de plantas con flores perteneciente a la familia de las eriocauláceas. Incluye una sola especie: Tonina fluviatilis que es originaria de América.

## Descripción
Son plantas perennes, rastreras, cespitosas y reptantes, raíces filiforme-fibrosas, tallos carnosos, teretes, con estrías bajas, lisos, suaves, ramificándose desde yemas axilares dispersas, mayormente cubiertos por las bases piloso-ciliadas de las hojas. Hojas polísticas, lineares o triangular-lineares, 5–20 mm de largo y 2–4 mm de ancho, lámina plana, agudas a acuminadas, apiculadas, piloso-ciliadas al menos en la base. Pedúnculos solitarios, supraaxilares, 3–13 mm de largo, agudamente 2-acostillados, vaina peduncular adaxial, abierta, foliácea y bilobada, al menos tan larga como el pedúnculo; capítulos hemisféricos a subglobosos, 4–5 mm de ancho, café opacos o café-verdosos, cerdosos, brácteas involucrales imbricadas en espirales laxos, planas, uniformes, lanceolado-ovadas o triangulares, 2–2.5 mm de largo, cuspidadas o subuladas, piloso-ciliadas, receptáculo piloso; flósculos masculinos obovoides y estipitados, ca 0.3 mm de largo, sépalos 3, unidos al estípite, lobos ovados, redondeado-apiculados, cuculados, cafés, andróforo y base de la corola pálidos, cortamente cilíndricos con el limbo de la corola formando una corona corta, escariosa, ampliamente 3-lobada, estambres 3, anteras diminutas, oblongas, unitecas; flósculos femeninos con 3 sépalos lanceolado-triangulares, ca 2 mm de largo, escariosos y subulado-cuspidados, pajizos, ciliados, pétalos reducidos a tricomas o escamas cortamente lineares, carpelos 3, estilo erecto y angostamente tubular, estigmas 3, bifurcados. Semillas ampliamente ovoides o elipsoides, ca 0.6 mm de largo, café-rojizas, con varias costillas longitudinales bajas, pálidas, planas.

## Distribución y hábitat
Es una especie poco frecuente que se encuentra en  lagunas y esteros poco profundos en sabanas inundables, en el norte de la zona atlántica; a una altitud de 0–25 metros; fl y fr todo el año; desde el sur de México (Tabasco), Belice al este de Perú, Brasil, Cuba, Trinidad y Tobago.  

## Taxonomía
El género fue descrito por Jean Baptiste Christophore Fusée Aublet  y publicado en Histoire des Plantes de la Guiane Françoise 2: 857, pl. 330. 1775.
Sinonimia
- Eriocaulon amplexicaule Rottb.
- Eriocaulon sphagnoides Poepp. ex Körn.
- Hyphydra amplexicaulis (Rottb.) Vahl
- Tonina fluviatilis f. obtusifolia Moldenke
- Tonina fluviatilis f. parvifolia Moldenke[3]